# 채동욱
채동욱(蔡東旭, 1959년 1월 2일~)은 대한민국의 제39대 검찰총장을 역임한 법조인이다.
14기로 사법연수원을 수료한 후 1988년 검사로 임용되었고 2007년 검사장을 거쳐 2013년 4월 제39대 검찰총장의 자리에 올랐다. '특수통'으로, 검찰 조직이 위기를 겪을 때마다 전면에 나서서 역할을 함에 후배 검사들로부터 신뢰와 지지를 받았다.
2013년 4월부터 2013년 9월 초 39대 검찰총장 재임기간 중 제13대 대통령 노태우의 미납추징금을 완납받고 제12대 대통령 전두환으로부터는 완납 계획을 받아내기도 하였다. 2013년 9월 6일 혼외자식이 있다는 의혹을 조선일보가 제기하자 법무부 장관 황교안이 감찰을 하겠다고 밝혔고 이에 사표를 제출했다. 청와대는 9월 30일에 사표를 수리하였다.
2017년 5월 변호사로 활동하기 시작했다.

## 학력
- 수도여자사범대학 부속고등학교 졸업
- 서울대학교 법학 학사
- 서울대학교 대학원 법학 석사

## 경력
- 1982년: 제24회 사법시험 합격[2]
- 1988년: 서울지방검찰청 의정부지청 검사
- 1992년: 법무부 특수법령과
- 1995년: 전두환·노태우 전 대통령의 비자금 사건 수사에 참여. 12·12 사건과 5·18 사건의 검찰논고를 작성.
- 1996년: 서울고등검찰청 검사
- 1998년: 서울중앙지방검찰청 부부장검사
- 1999년: 부산동부지청 형사2부장[3]
- 2000년: 의정부지청 형사5부장[3]
- 2001년: 대검찰청 마약과장
- 2003년: 서울중앙지방검찰청 특수제2부 부장검사 (2003년 굿모닝시티 분양비리 사건을 수사해 당시 정대철 민주당 대표를 구속. 2004년 김운용 국제올림픽위원회(IOC) 부위원장의 체육기금 등 공금횡령 사건을 수사.)
- 2004년: 대전지방검찰청 서산지청장
- 2005년: 부산고등검찰청 검사
- 2005년: 부패방지위원회 법무관리관
- 2005년: 국가청렴위원회 법무관리관
- 2006년: 대검찰청 수사기획관 (현대자동차 비자금 사건에 대한 수사를 맡아 정몽구 현대차그룹 회장을 구속. 삼성에버랜드 전환사채(CB) 발행 고발사건과 관련해 당시 사장이던 허태학씨 등을 기소했고 남상국 대우건설 사장 로비사건, 외환은행 헐값매각 의혹사건 등도 지휘.)
- 2007년: 부산고등검찰청 차장검사
- 2008년: 전주지방검찰청 검사장
- 2009년: 법무부 법무실장
- 2009년: 대전고등검찰청 검사장
- 2010년: '스폰서 검사' 관련 진상규명위원회 위원과 진상조사단장
- 2011년: 대검찰청 차장검사
- 2012년: 서울고등검찰청 검사장
- 2013년 4월 4일~2013년 9월 30일: 제39대 검찰총장
- 2017년 5월 ~: 법무법인 서평 대표변호사

### 검찰총장 재임 중 주요 사건
- 4월 4일: 제39대 총장 취임
- 4월 16일: 서울중앙지검장 독대보고제 21년만에 폐지[4]
- 4월 23일: 대검찰청 중앙수사부 현판 강하식[5]
- 4월 24일: 검찰개혁심의회 발족 (10명 중 9명 외부위원)
- 5월 24일: 전두환 전 대통령 미납추징금환수팀 구성
- 6월 11일: 국정원 선거개입사건 원세훈·김용판 불구속기소
- 7월 16일: 전두환 전 대통령 자택 등 압수수색
- 7월 18일: 이재현 CJ회장 횡령·배임·조세포탈 혐의로 구속기소
- 9월 4일: 노태우 전 대통령 미납추징금 완납
- 9월 10일: 전두환 전 대통령 미납추징금 자진납부계획 발표
- 9월 11일: 원전비리중간수사결과 발표, 97명 기소
- 9월 13일: 사퇴 발표[6]

## 가족
군법무관 시절 고등학교 동창인 양경옥과 결혼했고, 사이에 2녀를 두었으나 장녀는 어릴 때 앓은 패혈증으로 뇌성마비 장애를 얻게 된 후 2009년 23세로 세상을 떠났다. 장녀의 간호를 위해 아내는 중학교 교사를 그만뒀고, 채동욱은 장녀에게 소홀할까봐 장녀를 얻은 지 10년 만에 차녀를 얻었다고 한다.

### 가족사 논란
조선일보가 혼외자식을 가졌다는 의혹을 제기하고 법무부에서 감찰을 발표하자 감찰 발표 당일, 취임으로부터는 5개월 만에 물러났다. 이에 대해 원세훈 전 국정원장과 김용판 전 서울지방경찰청장을 공직선거법 위반 등 혐의로 기소해 청와대와 새누리당의 눈 밖에 났기 때문이라는 소수 의견이 있다. 조선일보의 혼외자식 의혹 보도에 대해서는 정정보도 청구 소송을 할 예정이다.청와대는 진상규명이 최우선이라는 입장이며 검찰과의 갈등은 사실무근이라는 입장이다. 채동욱은 유전자검사를 하지 않으면 논란이 계속될 것으로 보고 정정보도 청구를 포기하였다. 그러나 혼외 아들로 지목된 아이가 미국에 체류중이고 혼외자로 지목된 아이의 어머니인 임모 씨가 잠적하여 유전자 검사를 하지 못하고 있다. 2014년 검찰 수사 결과 혼외자로 지목된 아동이 채동욱의 아들이라 볼 수 있는 상당한 근거가 있음을 확인했다. 2016년 법원은 혼외자 의혹은 결국 의혹을 구실로 검찰 수사를 방해하려는 모종의 음모라 짐작되며, 국정원 상부 내지 그 배후세력의 지시에 따라 (개인 정보 조회를) 저질렀을 것으로 보인다고 판단했다. 2017년 언론 인터뷰에서 아이가 사춘기여서 아이가 성인이 된 후 유전자 검사를 해서 친자로 확인되면 아버지로서 책임을 다하기로 아이 어머니와 합의한 상태라고 해명하였다.

## 수상
- 1991년: 대통령근정포장

## 같이 보기
- 운명의 인간 - 유미나리 료타